# Maria Amalia van Palts-Zweibrücken

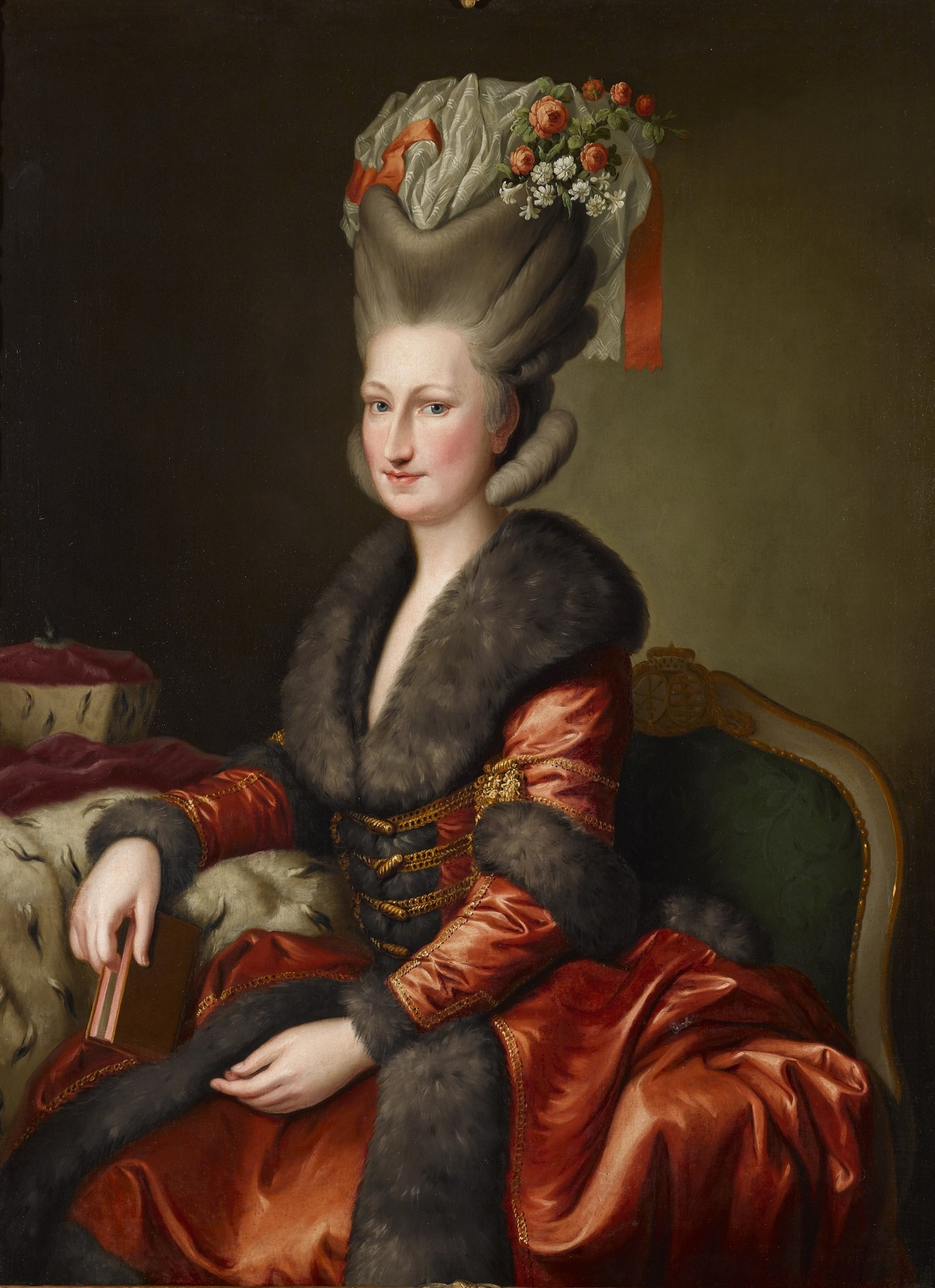
Portret van Maria Amalia van Palts-Zweibrücken uit circa 1780.

Maria Amalia Augusta van Palts-Zweibrücken-Birkenfeld-Bischweiler (Mannheim, 10 mei 1752 - Dresden, 15 november 1828) was van 1769 tot 1806 de laatste keurvorstin en van 1806 tot 1827 de eerste koningin van Saksen. Tevens was ze van 1807 tot 1813 hertogin van Warschau. Ze behoorde tot het huis Palts-Birkenfeld-Bischweiler.

## Levensloop
Maria Amalia was de oudste dochter van hertog Frederik Michael van Palts-Zweibrücken-Birkenfeld-Bischweiler uit diens huwelijk met Maria Francisca van Palts-Sulzbach, dochter van erfprins Jozef Karel van Palts-Sulzbach. Haar broer Maximiliaan I Jozef was de eerste koning van Beieren.
Op 29 januari 1769 huwde ze met keurvorst Frederik August I van Saksen (1750-1827). In 1806 werd het echtpaar tot koning en koningin van Saksen geproclameerd en het jaar nadien benoemde Napoleon hen tot hertog en hertogin van Warschau, een nieuw vorstendom in Polen. In 1813 werd dit hertogdom echter ingenomen door het Russische leger.
Maria Amalia baarde vier kinderen, van wie er drie doodgeboren waren (in 1771, 1775 en 1797). Enkel dochter Maria Augusta (1782-1863) overleefde haar jeugd, maar bleef ongehuwd. Nadat haar schoonzus Carolina van Parma in 1804 was overleden, ontfermde Maria Amalia zich samen met haar andere schoonzus Maria Theresia van Oostenrijk over haar kinderen, die ze zeer streng opvoedde.
Maria Amalia overleed in november 1828 op 76-jarige leeftijd, anderhalf jaar na haar echtgenoot. Ze werd bijgezet in de Katholische Hofkirche van Dresden.
- Gemeinsame Normdatei: 104177624
- Nationale Bibliotheek van Israël: 987007257656105171
- Nationale Bibliotheek van Polen: a0000002123641
- Virtual International Authority File: 42271438
- WorldCat: E39PBJhdbjGFhPg8Tqd6yF8cT3